# Acacia barahonensis
{{subst:
Acacia barahonensis é uma espécie de leguminosa do gênero Acacia, pertencente à família Fabaceae.